# 19. prosinec
19. prosinec je 353. den roku podle gregoriánského kalendáře (354. v přestupném roce). Do konce roku zbývá 12 dní.

## Události

### Česko
- 1302 – Kunhuta Přemyslovna se stala abatyší kláštera sv. Jiří na Pražském hradě.
- 1926 – V Brně proběhla premiéra nové Janáčkovy opery Věc Makropulos podle stejnojmenné divadelní hry Karla Čapka.
- 1933 – Byl odvysílán historicky první Vánoční rozhlasový projev prezidenta T. G. Masaryka.
- 1945 – Vyšlo první číslo časopisu pro nejmenší Mateřídouška.
- 1980 – Byly otevřeny stanice pražského metra Jiřího z Poděbrad, Flora a Želivského.

### Svět
- 1562 – Hugenotské války: Katolíci porazili hugenoty v krvavé bitvě u Dreux, přičemž vrchní velitelé (katolík Anne de Montmorency i hugenot Ludvík I. de Condé) byli zajati nepřítelem.
- 1783 – Ve věku 24 let se William Pitt mladší stává nejmladším britským premiérem v historii.
- 1909 – Vznikl německý fotbalový klub Borussia Dortmund.
- 1941 – Nájezd italských žabích mužů na Alexandrii ochromil britskou středomořskou flotu.
- 1943 – V Charkově došlo k popravě prvních příslušníků nacistických ozbrojených složek, které prováděly na okupovaném území Sovětského svazu popravy.
- 1965 – Charles de Gaulle byl znovuzvolen prezidentem Francie.
- 2004
  - Výbuchy aut naložených výbušninami zabily v iráckých městech Nadžáf a Karbala nejméně 64 lidí a zranily přes 140 dalších.
  - Bývalý irácký prezident Saddám Husajn vyzval Iráčany, aby zůstali jednotní v boji proti americké okupaci. Na volby plánované na 30. ledna 2005 mají podle něj pohlížet ostražitě, neboť prý povedou k rozdělení národa i země. Vzkaz vězněného diktátora tlumočil jeho právník Chálil Dulajmí.
- 2016 – Firma Mojang vydala hru Minecraft na zařízení se systémem Android a iOS.
- 2019 – Plovoucí jaderná elektrárna Akademik Lomonosov byla uvedena do provozu na Čukotce.

## Narození

### Česko

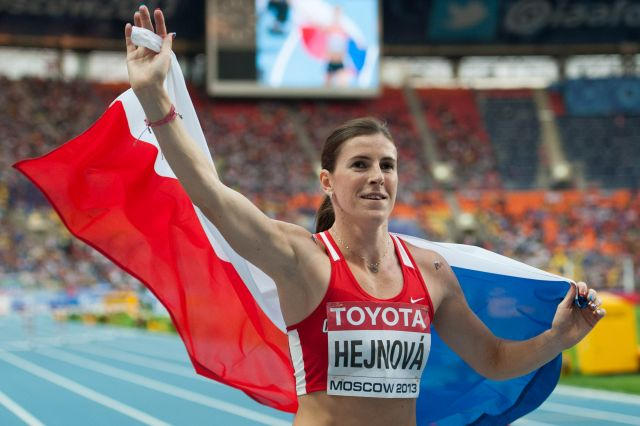
Zuzana Hejnová (* 1986)

- 1629 – Tomáš Pešina z Čechorodu, dějepisec a spisovatel († 3. srpna 1680)
- 1698 – Tomáš Norbert Koutník, kantor, varhaník a hudební skladatel († 16. ledna 1775)
- 1800 – Kamil Rohan, šlechtic francouzského původu († 13. listopadu 1892)
- 1814 – Anton Gschier, český politik německé národnosti († 30. června 1874)
- 1831 – Julius Grégr, český politik († 4. října 1896)
- 1834 – Leopold Maria Zeithammer, hospodářský správce, pedagog, publicista a spisovatel († 17. března 1905)
- 1849 – Ferdinand Vaněk, malíř a vlastivědný pracovník († 29. března 1939)
- 1853 – Peter Riedl, pražský německý novinář a spisovatel († 26. května 1925)
- 1858 – Hugo Alfons Dietrichstein, rakouský šlechtic, generál, diplomat a dvořan († 20. srpna 1920)
- 1866 – František Holejšovský, československý politik († 1. října 1941)
- 1882 – Gracian Černušák, zpěvák, sbormistr a hudební historik a publicista († 13. října 1961)
- 1883 – František Uhlíř, herec, režisér a divadelní ředitel († 17. května 1926)
- 1884 – Antonín Zápotocký, politik, prezident Československé republiky († 13. listopadu 1957)
- 1895 – Emanuel Šlechta, československý politik, ministr techniky a stavebnictví († 17. března 1960)
- 1897 – Josef Sloup-Štaplík, československý fotbalový reprezentant († 1952)
- 1898 – Otakar Mrkvička, český malíř, ilustrátor a karikaturista († 20. listopadu 1957)
- 1899 – Jaroslav Cháňa, fotbalový brankář († 26. září 2000)
- 1906 – Václav Brabec-Baron, československý fotbalový reprezentant († 13. října 1989)
- 1920 – Ota Sklenčka, herec († 10. října 1993)
- 1921
  - Ludvík Podéšť, hudební skladatel a dirigent († 27. února 1968)
  - Bohumil Bezouška, herec († 18. října 1995)
  - Miloš Hynšt, herec a režisér († 1. listopadu 2010)
- 1925
  - Anna Vejvodová, herečka († 2. listopadu 2014)
  - Jaroslav Macek, český archivář a historik († 26. února 2008)
- 1930 – Miloslav Stingl, cestovatel († 11. května 2020)
- 1933 – Jiří Brož, herec († 2019)
- 1938 – Karel Svoboda, hudební skladatel († 28. ledna 2007)
- 1946 – Jaroslav Kučera, fotograf
- 1953
  - Michal Klasa, český cyklista, olympijský medailista
  - Jan Nebeský, divadelní režisér a pedagog
- 1954 – Bedřiška Uždilová, česká malířka
- 1956 – Martin Stropnický, herec, bývalý velvyslanec ve Vatikánu
- 1958 – Jiří Sádlo, český přírodovědec a biolog
- 1970 – Robert Lang, bývalý český hokejista
- 1977 – Radka Fišarová, zpěvačka
- 1981 – Lucie Černíková, česká herečka a zpěvačka
- 1983 – Petr Míka, český hudebník, herec a pedagog
- 1984 – Michaela Ochotská, česká herečka a moderátorka
- 1986 – Zuzana Hejnová, česká atletka
- 1988 – Patricie Solaříková, česká herečka

### Svět

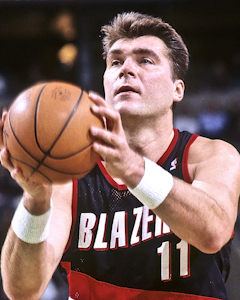
Arvydas Sabonis (* 1964)

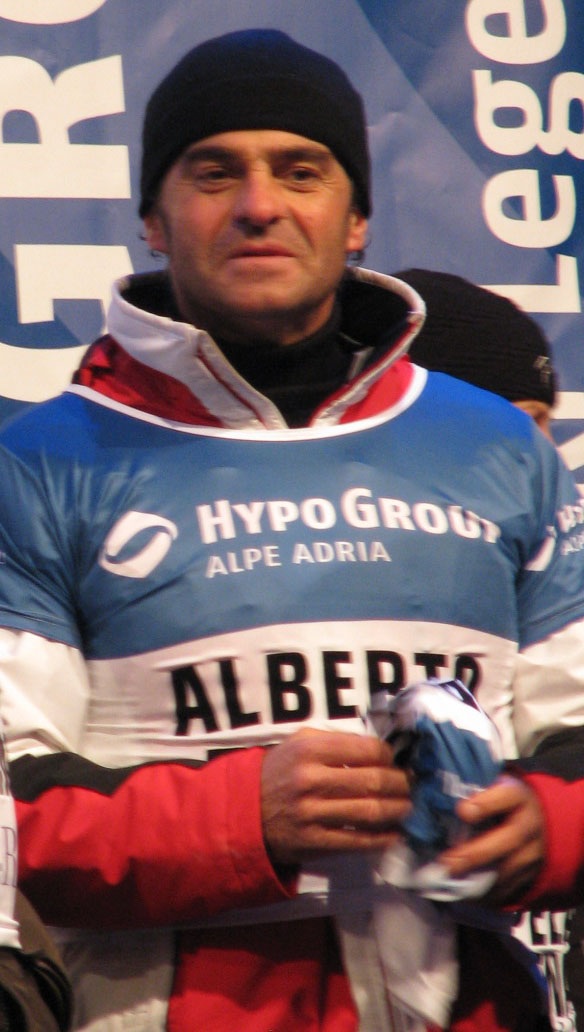
Alberto Tomba (* 1966)

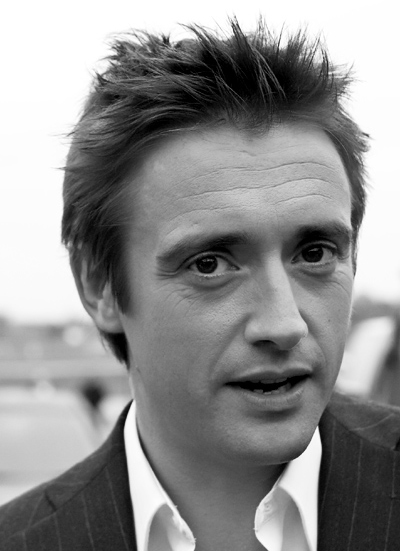
Richard Hammond (* 1969)

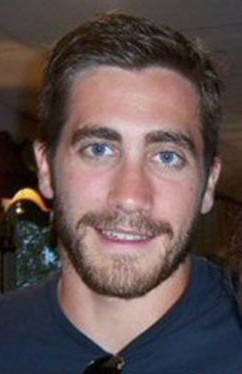
Jake Gyllenhaal (* 1980)

- 1343 – Vilém I. Míšeňský, míšeňský markrabě († 9. února 1407)
- 1671 – Kristýna Eberhardýna Hohenzollernská, manželka Augusta II. Silného, polská královna († 4. září 1727)
- 1676 – Louis-Nicolas Clérambault, francouzský hudební skladatel a varhaník († 26. října 1749)
- 1683 – Filip V. Španělský, španělský král († 1746)
- 1695 – Jacob de Wit, nizozemský malíř († 12. listopadu 1754)
- 1751 – Giuseppe Giordani, italský hudební skladatel († 4. ledna 1798)
- 1771 – Nicolas-Joseph Maison, francouzský generál († 13. února 1840)
- 1778 – Marie Terezie Bourbonská, dcera francouzského krále Ludvíka XVI. († 19. října 1851)
- 1782 – Julius Vincenc Krombholz, šlechtic, lékař a mykolog německé národnosti († 2. listopadu 1843)
- 1796 – Joan Aulí, španělský varhaník a skladatel († 10. ledna 1869)
- 1838 – Khädub Gjamccho, 11. tibetský dalajláma († 31. ledna 1856)
- 1840 – Giulio Ricordi, italský vydavatel, hudební publicista, malíř a hudební skladatel († 6. června 1912)
- 1848 – Jules Richard, francouzský průmyslník a fotograf († 18. června 1930)
- 1852 – Albert Abraham Michelson, americký fyzik, nositel Nobelovy ceny († 1931)
- 1858 – John Hall-Edwards, britský rentgenolog († 15. srpna 1926)
- 1861 – Italo Svevo, italský spisovatel († 13. září 1928)
- 1863 – Ján Čajak, slovenský prozaik († 1944)
- 1868 – Eleanor H. Porterová, americká spisovatelka knih pro děti a mládež († 21. května 1920)
- 1875 – Mileva Marićová, matematička, fyzička a manželka Alberta Einsteina († 4. dubna 1948)
- 1878 – Şehzade Ahmed Nuri, syn osmanského sultána Abdulhamida II. († 7. srpna 1944)
- 1879 – Spiridon Ivanovič Putin, ruský kuchař Vladimíra Lenina a Stalina, děda Vladimira Putina († 19. prosince 1965)
- 1885 – Joe King Oliver, americký kornetista, tzv. král jazzu († 10. duben 1938)
- 1882 – Bronisław Huberman, polský houslista († 15. června 1947)
- 1891 – Edward Bernard Raczyński, polský prezident v exilu († 30. července 1993)
- 1901 – Carleton Putnam, průkopník letectví a vědecký spisovatel († 5. března 1998)
- 1903
  - François Perroux, francouzský ekonom († 2. června 1987)
  - George Davis Snell, americký genetik, Nobelova cena za fyziologii a medicínu 1980 († 6. června 1996)
- 1906
  - Wilhelm Friedrich Boger, dozorce v koncentračním táboře v Osvětimi († 3. dubna 1977)
  - Leonid Iljič Brežněv, nejvyšší představitel Sovětského svazu († 10. listopadu 1982)
- 1908
  - Gerti Deutsch, rakouská fotografka († 9. prosince 1979)
  - Gisèle Freundová, francouzská fotografka († 31. března 2000)
- 1910 – Jean Genet, francouzský básník († 15. dubna 1986)
- 1914 – Františka Hrušovská, slovenská a československá odbojářka a politička († 5. února 1984)
- 1915 – Édith Piaf, francouzská zpěvačka († 10. října 1963)
- 1916 – Elisabeth Noelle-Neumannová, německá socioložka a politoložka († 25. března 2010)
- 1918 – Professor Longhair, americký bluesový zpěvák a pianista († 30. ledna 1980)
- 1920 – Little Jimmy Dickens, americký zpěvák a kytarista († 2. ledna 2015)
- 1921 – Štefan Mišovic, slovenský herec († 30. dubna 2008)
- 1923 – Gordon Jackson, skotský herec († 15. ledna 1990)
- 1924
  - Michel Tournier, francouzský spisovatel († 18. ledna 2016)
  - Cicely Tyson, americká herečka († 28. ledna 2021)
- 1925 – Robert B. Sherman, americký skladatel filmové hudby († 6. března 2012)
- 1927 – Mikuláš Kocvár, pravoslavný arcibiskup prešovský († 30. ledna 2006)
- 1929 – Bob Brookmeyer, americký jazzový pozounista, pianista a skladatel († 15. prosince 2011)
- 1932 – Andrew Martindale, britský historik umění († 29. května 1995)
- 1934 – Pratibha Pátilová, prezidentka Indie
- 1935 – Bobby Timmons, americký klavírista († 1. března 1974)
- 1936 – Avraham B. Jehošua, izraelský spisovatel, esejista a dramatik († 14. června 2022)
- 1941 – I Mjong-bak, prezident Jižní Koreje
- 1942
  - Milan Milutinović, prezident Srbska († 2. července 2023)
  - Cornell Dupree, americký jazzový a R&B kytarista († 8. května 2011)
- 1944
  - Mitchell Feigenbaum, americký matematický fyzik († 30. června 2019)
  - Richard Leakey, keňský politik a paleontolog († 2. ledna 2022)
  - William Christie, francouzský dirigent a cembalista amerického původu
  - Alvin Lee, anglický rockový kytarista a zpěvák († 6. března 2013)
- 1947
  - Jimmy Bain, skotský baskytarista
  - Chris Jagger, britský hudebník a herec
- 1948 – Zuzana Kocúriková, slovenská herečka
- 1949 – Lenny White, americký bubeník
- 1956
  - Jens Fink-Jensen, dánský spisovatel, lyrik, fotograf a skladatel
  - Cyril Collard, francouzský režisér, herec a hudebník († 5. března 1993)
- 1959 – Marija Matiosová, ukrajinská spisovatelka
- 1961 – Eric Allin Cornell, americký fyzik
- 1963 – Jennifer Beals, americká herečka
- 1964 – Béatrice Dalle, francouzská herečka
- 1966 – Alberto Tomba, italský lyžař
- 1969 – Richard Hammond, britský televizní moderátor
- 1979 – Tara Summers, britská herečka
- 1980 – Jake Gyllenhaal, americký herec
- 1982 – Tero Pitkämäki, finský atlet
- 1985 – Lady Sovereign, anglická rapperka
- 1986 – Ryan Babel, nizozemský fotbalista
- 1987 – Karim Benzema, francouzský fotbalista
- 1988 – Niklas Landin Jacobsen, dánský házenkář
- 1991 – Declan Galbraith, britský zpěvák
- 1992 – Iker Muniain, španělský fotbalista
- 2000 – Raffaele Storti, portugalský ragbista

## Úmrtí

### Česko
- 1838 – Karel Huss, kat a sběratel (* 3. ledna 1761)
- 1874 – Josef Vorel, kněz a hudební skladatel (* 13. listopadu 1801)
- 1892 – Antonín Jaroslav Vrťátko, český spisovatel (* 29. května 1815)
- 1898 – Vilemína Josefina z Auerspergu, šlechtična a česká vlastenka (* 16. července 1826)
- 1911 – Josef Ladislav Píč, spoluzakladatel české archeologie (* 19. ledna 1847)
- 1912 – Marie Ryšavá, herečka (* 10. září 1831)
- 1942 – T. F. Šimon, český malíř (* 13. května 1877)
- 1950 – Jaromír Vrba, hrdina protinacistického i protikomunistického odboje a oběť komunistického teroru (* 5. července 1920)
- 1953 – Adolf Kramenič, varhaník, sbormistr a hudební skladatel (* 25. února 1889)
- 1977 – Oskar Brázda, malíř (* 30. září 1887)
- 1980 – Zdena Wattersonová, novinářka, překladatelka, publicistka (* 17. února 1890)
- 1983 – Kamil Běhounek, swingový akordeonista a skladatel (* 29. března 1916)
- 1989
  - Óndra Łysohorsky, lašský básník (* 6. června 1905)
  - Milada Rádlová, dcera prezidenta Emila Háchy, neoficiální první dáma (* 10. ledna 1903)
- 1995 – Ladislav Přáda, československý fotbalový reprezentant (* 4. dubna 1933)
- 1997 – Vladimír Lavický, malíř, grafik a básník (* 13. března 1923)
- 2007
  - Jarmila Hásková, česká historička (* 29. ledna 1936)
  - Jiří Sternwald, český hudební skladatel (* 14. května 1910)

### Svět

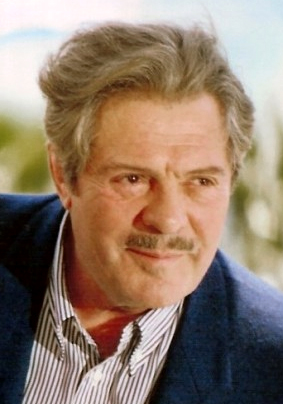
Marcello Mastroianni († 1996)

- 966 – Sancho I. Leónský, král Leónu a Galicie (* 932)
- 1111 – Al-Ghazzálí, perský islámský filozof (* 1058)
- 1325 – Anežka Francouzská, burgundská vévodkyně, dcera francouzského krále Ludvíka IX. a Markéty Provensálské (* 1260)
- 1370 – Urban V., papež (* 1310)
- 1737 – Jakub Ludvík Sobieski, syn polského krále Jana III. (* 2. listopadu 1667)
- 1741 – Vitus Jonassen Bering, ruský mořeplavec a objevitel dánského původu (* srpen 1681)
- 1751 – Luisa Hannoverská, britská princezna a dánská královna (* 7. prosince 1724)
- 1798 – Juan Bautista de Anza, španělský cestovatel a důstojník (* 1736)
- 1801 – Francesco Saverio de Zelada, italský kardinál (* 27. srpna 1717)
- 1803 – Adilşah Kadınefendi, čtvrtá manželka osmanského sultána Mustafy III. (* ?)
- 1821 – Caspar Erasmus Duftschmid, rakouský entomolog (* 19. listopadu 1767)
- 1836 – Emily Donelsonová, neteř 7. prezidenta USA Andrewa Jacksona, první dáma USA (* 1. června 1807)
- 1848 – Emily Brontëová, anglická spisovatelka (* 1818)
- 1851 – William Turner, anglický malíř (* 23. dubna 1775)
- 1859 – Mirabeau B. Lamar, americký politik (* 16. srpna 1798)
- 1876 – Meta Brevoortová, americká horolezkyně (* 8. prosince 1825)
- 1886 – Michele Rapisardi, italský malíř (* 27. prosince 1822)
- 1898 – Vilemína Auerspergová, šlechtična z rodu Colloredo-Mansfeld (* 16. července 1826)
- 1914 – Henri Le Lieure, francouzský fotograf (* 1831)
- 1915 – Alois Alzheimer, německý psychiatr a neuropatolog (* 14. června 1864)
- 1916 – Alois Beer, rakouský fotograf (* 14. června 1840)
- 1928 – Wilhelm Wiechowski, československý politik německé národnosti (* 6. května 1873)
- 1929 – Blind Lemon Jefferson, americký bluesový kytarista a zpěvák (* 24. září 1893)
- 1933 – Friedrich von Ingenohl, německý admirál (* 30. června 1857)
- 1935 – James Aurig, německý fotograf (* 28. října 1857)
- 1944 – Otto Lange, německý malíř a grafik (* 29. října 1879)
- 1946 – Paul Langevin, francouzský fyzik (* 23. ledna 1872)
- 1949 – Eugène Mittelhausser, francouzský generál (* 7. srpna 1873)
- 1953 – Robert Andrews Millikan, americký fyzik (* 22. března 1868)
- 1954 – Frans Gunnar Bengtsson, švédský spisovatel (* 4. října 1894)
- 1964 – Hugon Hanke, ministerský předseda polské exilové vlády (* 26. března 1904)
- 1965 – Spiridon Ivanovič Putin, ruský kuchař Vladimíra Lenina a Stalina, dedeček Vladimira Putina (* 19. prosince 1879)
- 1985 – Luis Korda, kubánský fotograf (* 17. ledna 1912)
- 1989 – Floyd Jones, americký kytarista a zpěvák (* 21. července 1917)
- 1990 – Michael Oakeshott, anglický filozof a politolog (* 11. prosince 1901)
- 1993 – Michael Clarke, americký bubeník (* 3. června 1946)
- 1996 – Marcello Mastroianni, italský herec (* 1924)
- 1997 – Jimmy Rogers, americký bluesový zpěvák a kytarista (* 3. června 1924)
- 1999 – Desmond Llewelyn, velšský herec (* 12. září 1914)
- 2004 – Renata Tebaldiová, italská operní zpěvačka (* 1. února 1922)
- 2009 – ájatolláh Hosejn Alí Montazerí, íránský duchovní, teolog, filosof a bojovník za lidská práva (* 1922)
- 2011 – Tony Duran, britský kytarista a zpěvák (* 14. října 1945)
- 2012 – Paul Crauchet, francouzský herec (* 14. července 1920)
- 2013 – Herb Geller, americký saxofonista (* 2. listopadu 1928)
- 2016 – Andrej Karlov, ruský diplomat (* 4. února 1954)
- 2021 – Johnny Isakson, americký politik (* 28. prosince 1944)
- 2023 – Janusz Gortat, polský boxer (* 5. listopadu 1948)

## Svátky

### Česko
- Ester
- Mstislav
- Socialistický kalendář: Antonín Zápotocký (* 1884)

### Svět
- Slovensko: Judita
- Havaj: Narozeniny princezny Bernice Pauahi Bishop

### Katolický kalendář
- Urban V.

| 19. prosinec v pražském KlementinuÚdaje jsou platné k 11. 3. 2025. | 19. prosinec v pražském KlementinuÚdaje jsou platné k 11. 3. 2025. | 19. prosinec v pražském KlementinuÚdaje jsou platné k 11. 3. 2025. |
| minimum                                                            | denní průměr                                                       | maximum                                                            |
| ------------------------------------------------------------------ | ------------------------------------------------------------------ | ------------------------------------------------------------------ |
| −22,8 °C (1788)                                                    | 1,1 °C (od 1961)                                                   | 13,4 °C (2014)                                                     |